# متحف بيبودي لعلم الآثار وعلم الأجناس
متحف بيبودي لعلم الآثار وعلم الأجناس (بالإنجليزية: Peabody Museum of Archaeology and Ethnology)‏ هو متحف تابع لجامعة هارفارد الواقعة في كامبريدج بولاية ماساتشوستس. تأسس المتحف عام 1866، وهو بذلك أحد أقدم وأضخم المتاحف المكرسة للمواد الأنثروبولوجية، مع تركيزه خاصةً على على وصف الأعراق البشرية وعلم الآثار في الأمريكيتين. ويحيوي المتحف على أكثر من 1.2 مليون قطعة وحوالي 900 قدم خطي من الوثائق وألفي خريطة وخطة موقع وحوالي نصف مليون صورة فوتوغرافية. يقع المتحف في شارع ديفينيتي ضمن حرم جامعة هارفارد. وهو واحد من أصل المتاحف الأربعة للعلوم والثقافة التابعة لهارفارد والتي يمكن للعامة زيارتها.

## لمحة تاريخية
أسس المتحف جورج بيبودي وهو رجل أعمال وفاعل خير ثري وكان ذلك بتاريخ 8 أكتوبر 1866. عهد بيبودي بمبلغ قدره 150,000 دولار لاستخدامها في بناء المتحف وشراء القطع الأثرية. أمر بيبودي أمناءه بتنظيم مبنى لمتحف مقاوم للحريق يقوم على أرض مناسبة لهذا الغرض ولا يكون متكلفاً وليس بالإيجار.

## وصلات خارجية
- الموقع الرسمي (بالإنجليزية)